# Secretaria Especial da Cultura
| Secretaria Especial da Cultura                                         |                                 |
| Esplanada dos Ministérios, Bloco B - Brasília «Sítio oficial»          |                                 |
| Criação                                                                | 1 de janeiro de 2019 (6 anos)   |
| Extinção                                                               | 31 de dezembro de 2022 (2 anos) |
| Sucessora do Ministério da Cultura, extinto no governo Jair Bolsonaro. |                                 |

A Secretaria Especial da Cultura (Secult) foi um órgão do Ministério do Turismo responsável pela formação de políticas, programas e projetos de promoção da cidadania por meio da cultura. A pasta foi da sucessora do Ministério da Cultura, extinto por Jair Bolsonaro em 2019 por meio da Medida Provisória nº 870, convertida posteriormente na Lei nº 13.844, que diminuiu o número de órgãos com status de ministério.
Em novembro de 2019, a secretaria foi transferida do Ministério da Cidadania para o Ministério do Turismo, segundo o governo, para fortalecer e integrar as áreas, dando eficiência a pasta. Depois, sob o comando de Regina Duarte, foi feito um projeto que dava à secretaria cargos comissionados, orçamento e status. Em 21 de maio de 2020, este projeto foi concluído.

## Estrutura
Fizeram parte da Secretaria Especial da Cultura os órgãos específicos: Secretaria da Economia Criativa (SEC), Secretaria do Audiovisual (SAv), Secretaria da Diversidade Cultural (SDC), Secretaria de Fomento e Incentivo à Cultura (SEFIC), Secretaria de Difusão e Infraestrutura Cultural (Seinfra) e a Secretaria de Direitos Autorais e Propriedade Intelectual (Sdapi). Com a mudança do órgão para o Ministério do Turismo também foram transferidas para o ministério a Comissão Nacional de Incentivo à Cultura, o Conselho Nacional de Política Cultural e a Comissão do Fundo Nacional de Cultura.

## Lista de Secretários Especiais da Cultura
| Secretário | Secretário | Secretário         | Período               | Período                | Presidente     |
| ---------- | ---------- | ------------------ | --------------------- | ---------------------- | -------------- |
| 1          |            | Henrique Pires     | 1 de janeiro de 2019  | 21 de agosto de 2019   | Jair Bolsonaro |
| Int.       |            | José Paulo Martins | 21 de agosto de 2019  | 9 de setembro de 2019  | Jair Bolsonaro |
| 2          |            | Ricardo Braga      | 9 de setembro de 2019 | 6 de novembro de 2019  | Jair Bolsonaro |
| 3          |            | Roberto Alvim      | 7 de novembro de 2019 | 17 de janeiro de 2020  | Jair Bolsonaro |
| Int.       |            | José Paulo Martins | 17 de janeiro de 2020 | 4 de março de 2020     | Jair Bolsonaro |
| 4          |            | Regina Duarte      | 4 de março de 2020    | 10 de junho de 2020    | Jair Bolsonaro |
| 5          |            | Mário Frias        | 23 de junho de 2020   | 30 de março de 2022    | Jair Bolsonaro |
| 6          |            | Hélio Ferraz       | 30 de março de 2022   | 31 de dezembro de 2022 | Jair Bolsonaro |